# Conde de Casal
Conde de Casal – stacja metra w Madrycie, na linii 6. Znajduje się w dzielnicy Retiro, w Madrycie i zlokalizowana jest pomiędzy stacjami Pacífico i Sainz de Baranda. Została otwarta 11 października 1979.